# 蛇纹天牛属
蛇紋天牛屬（學名：Microlenecamptus）是天牛科沟胫天牛亚科粉天牛族之下一個鞘翅目昆虫的属。

## 物種
以下詳列本屬物種：
- Microlenecamptus albonotatus (Pic, 1925)
- 蛇目天牛 Microlenecamptus biocellatus (Schwarzer, 1925)[2][3]
- 中林氏蛇紋天牛 Microlenecamptus nakabayashii Takakuwa, 1992
- 蒼藍蛇紋天牛 Microlenecamptus obsoletus (Fairmaire, 1888)[4][5]
- Microlenecamptus signatus (Aurivillius, 1914)

## 外部連結
- 維基物種上的相關：蛇纹天牛属